# Davon geht die Welt nicht unter
Davon geht die Welt nicht unter ist ein von Bruno Balz und Michael Jary geschriebener Schlager aus dem Jahr 1942. Gesungen wurde das Lied von der schwedischen Schauspielerin und Sängerin Zarah Leander in dem deutschen Liebes- und Propagandafilm Die große Liebe, bevor es als Single bei Odeon veröffentlicht wurde. Es gilt neben Ich weiß, es wird einmal ein Wunder gescheh’n aus dem gleichen Film als einer der erfolgreichsten Schlager der NS-Zeit.

## Hintergrund und Veröffentlichung
Davon geht die Welt nicht unter wurde von den Schlager- und Filmkomponisten Bruno Balz und Michael Jary für den deutschen Film Die große Liebe geschrieben, der 1942 von der UFA veröffentlicht wurde. Bruno Balz und Michael Jary waren während der NS-Zeit und ebenso danach erfolgreiche Komponisten, die auch Propagandaminister Joseph Goebbels sehr schätzte. Während der Arbeiten an den Filmtiteln im Jahr 1941 wurde der homosexuelle Bruno Balz allerdings von der Gestapo verhaftet, nachdem er in kompromittierender Situation mit einem jungen Mann ertappt worden war. Nach tagelanger Folter im Gestapo-Hauptquartier drohte ihm eine Inhaftierung im Konzentrationslager und erst durch die Intervention von Jary, der vorgab, die von Goebbels für den Film geforderten Lieder als einen „Beitrag zur Kriegsanstrengung“ ohne die Hilfe seines Partners nicht zustande bringen zu können, kam Balz wieder frei. Noch in Haft oder in den ersten 24 Stunden danach schrieb er Davon geht die Welt nicht unter und Ich weiß, es wird einmal ein Wunder gescheh’n. Das Lied wurde von Zarah Leander mit dem Ufa-Tonfilm-Orchester in den Lindström Studios in Berlin aufgenommen und im gleichen Jahr zusammen mit dem ebenfalls aus dem Film stammenden Titel Blaue Husaren (Heut' kommen die blauen Husaren) bei Odeon auf Schellack-Platte veröffentlicht.
Der Film, in dem Zarah Leander und Viktor Staal die Hauptrollen spielten, wurde zum kommerziell erfolgreichsten Film im Dritten Reich. Zarah Leander ist in dem Film die populäre dänische Sängerin Hanna Holberg, die sich in den Jagdflieger Paul Wendlandt verliebt. Nachdem Wendlandt für den Kriegseinsatz abkommandiert wurde, verlieren sie sich teilweise aus den Augen und kommen durch die Umstände nicht mehr zusammen, bis Wendlandt abgeschossen und verwundet in ein Lazarett eingeliefert wird und sie endlich heiraten können.
Trotz ihrer Beteiligung an diesem und anderen Propagandafilmen der Nationalsozialisten behielt die in Schweden lebende Zarah Leander ihren Ruf als unpolitische Künstlerin und war nach dem Zweiten Weltkrieg weiterhin international populär und erfolgreich. Auch Bruno Balz und Michael Jary arbeiteten nach dem Zweiten Weltkrieg weiter als erfolgreiche Komponisten.

## Text und Musik

Logo von Die große Liebe

Das Lied ist ein als ruhige Ballade vorgetragener Schlager als Langsamer Walzer im 3/4-Takt. Im Film trägt es Zarah Leander auf einer Bühne vor einem Publikum vor und singt die erste Strophe nur mit dezenter Klavierbegleitung. Beim Refrain wird sie zuerst von einem Orchester sowie später zusätzlich von einem Chor begleitet. Im Text dreht es sich um den Liebeskummer der Protagonistin, von dem sie „unsagbar betrübt“ ist und „voll Sehnsucht gefleht“ hat. Sie resümiert mit einem „Tja, aber dann gewöhnt ich mich dran, und ich sah es ein“, bevor sie den Refrain singt: 

„Davon geht die Welt nicht unter

Sieht man sie manchmal auch grau

Einmal wird sie wieder bunter

Einmal wird sie wieder himmelblau“

## Coverversionen
Davon geht die Welt nicht unter wurde zusammen mit Ich weiß, es wird einmal ein Wunder gescheh’n zu einem der erfolgreichsten Schlager der NS-Zeit. Das Lied wurde und wird als Klassiker auch nach dem Zweiten Weltkrieg bis in die heutige Zeit gelegentlich von verschiedenen Künstlern interpretiert und gecovert. Im Erscheinungsjahr 1942 und in direkter Folge erschienen mehrere Orchesterversionen des Liedes, weitere Interpretationen gab es etwa von André Heller 1979, von Welle: Erdball 2002, von Tim Fischer 2008 sowie von Umbra et Imago 2011.

## Trivia
Das Lied kommt in den Filmen Der Untergang und Inglourious Basterds vor und ist in den Soundtracks beider Filme enthalten.
Ferner kommt das Lied zu Beginn des Films Schtonk! vor.

## Belege
1. ↑  
Die große Liebe (1942) – Soundtracks in der Internet Movie Database (englisch); abgerufen am 27. Mai 2022.
2. ↑  Lebenslänglich verfolgt: § 175. In: Bruno Balz-Archiv Berlin. Abgerufen am 18. April 2021.
3. ↑  Wunder geschahen. In: profil.at. 29. Dezember 2011, abgerufen am 18. April 2021.
4. ↑  
Zarah Leander – Davon geht die Welt nicht unter … / Blaue Husaren bei Discogs; abgerufen am 27. Juli 2022.
5. ↑  Erwin Leiser: Nazi Cinema. S. 61. ISBN 0-02-570230-0.
6. ↑  Davon geht die Welt nicht unter, Songtext von Zarah Leander auf songtexte.com, abgerufen am 27. Juli 2022.
7. 1 2  Zarah Leander – Davon geht die Welt nicht unter … (1942) auf cover.info, abgerufen am 27. Juli 2022.
8. ↑  Stephan Zacharias ("Der Untergang"). cinematographe.de, 3. Februar 2012, abgerufen am 10. Mai 2023.
9. ↑  Quentin Tarantino's Inglourious Basterds / Davon Geht Die Welt Nicht Unter - Zarah Leander. laut.de, abgerufen am 10. Mai 2023.